# Idrettsgallaen 2009
Idrettsgallaen 2008 arrangerades i Hamar, Norge, den 10 januari 2008. På galan delades priser ut till Norges främsta idrottsutövare under 2008. Juryn bestod av Jarle Aambø (juryledare), Karen Marie Ellefsen, Jan Erik Aalbu, Kjetil André Aamodt, Hege Riise, Arnfinn Vik och Hanne Haugland.

## Prisvinnare

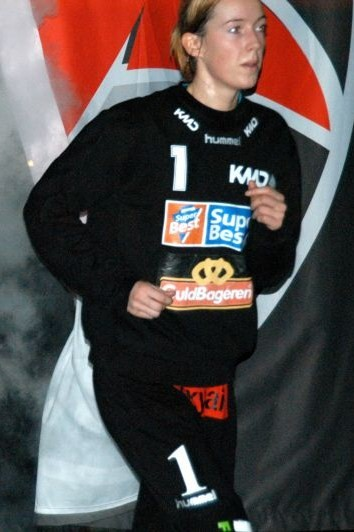
Katrine Lunde Haraldsen blev Årets kvinnliga utövare, och Årets lagspelare.

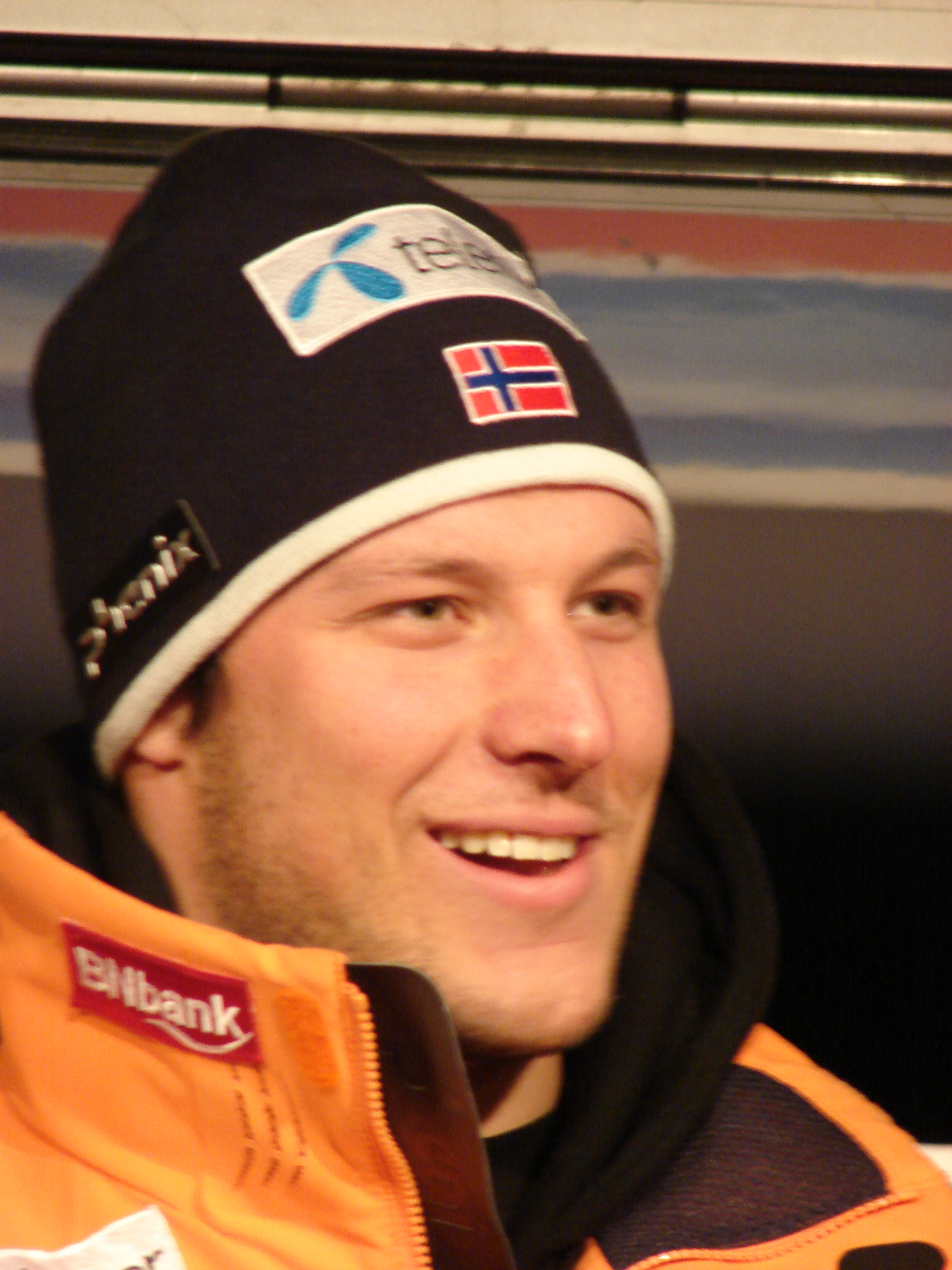
Aksel Lund Svindal blev Årets förebild.

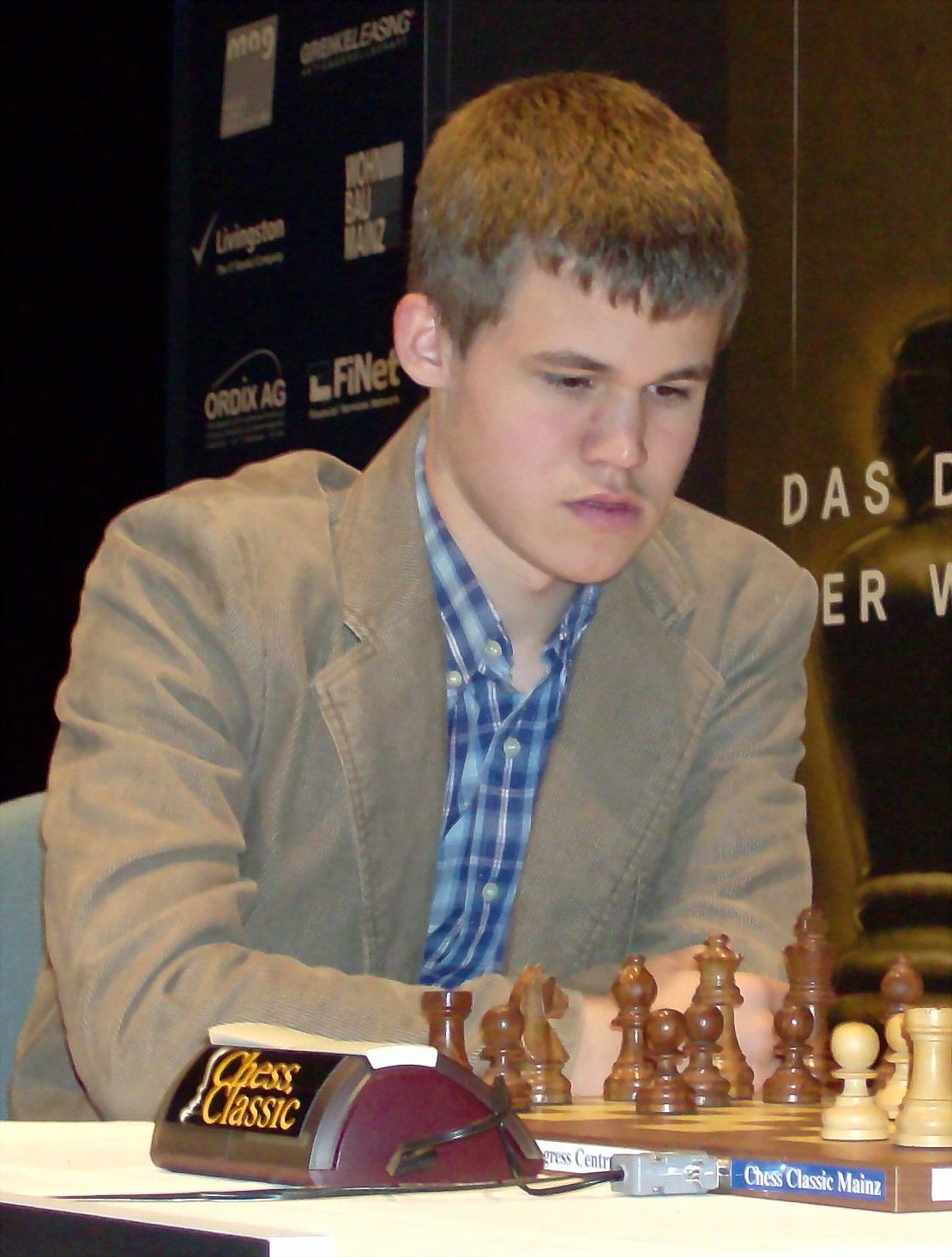
Magnus Carlsen fick juryns tilläggspris.

- Utövarnas pris: Alexander Dale Oen, simning
- Årets namn: Norges damlandslag i handboll
- Idrettsgallaens hederspris: Per Ravn Omdal
- Årets kvinnliga utövare: Katrine Lunde Haraldsen, handboll
- Årets manlige utövare: Andreas Thorkildsen, friidrott
- Årets lagspelare: Katrine Lunde Haraldsen, handboll
- Årets lag: Norges damlandslag i handboll
- Årets genombrott: Sara Nordenstam, simning
- Öppen klass: Andreas Ygre Wiig, snowboard
- Årets funktionshindrade idrottsutövare: Cecilie Drabsch Norland, simning
- Årets tränare: Marit Breivik, handboll
- Årets förebild: Aksel Lund Svindal
- Årets eldsjäl: Trygve Bringsværd, Øyestad IF
- Juryns tilläggspris: Magnus Carlsen, schack